# Ctedoctematidae
Famille
Les Ctedoctematidae sont une famille de ciliés de la classe des Oligohymenophorea et de l'ordre des Pleuronematida.

## Étymologie
Le nom de la famille vient du genre type Ctedoctema, issu (d'après Stein créateur de ce nom en 1884), du grec ancien κτείνων / ktedon, « peigne », en référence à la présence d'un velum (une couronne ciliée) en forme de peigne, et ktema, « possession », littéralement « (cilié qui) possède un peigne ».

## Description
Les Ctedoctematidae ont une petite taille (< 80 µm). Leur forme est ovoïde. Ils vivent en natation libre. Leur ciliation somatique est holotriche (c. à d. homogène), clairsemée, typique des ciliés dicinétidés. Leurs cils caudaux sont proéminents. Leur région buccale est médio-ventrale avec leur cytostome situé postérieurement à l'équateur de la cellule. Le velum (couronne ciliée) des segments paroraux a, b et c, est en forme de peigne ou de « C » ouvert ; il ne s'étend pas à gauche du cytostome. Une paroi nervurée est bien visible. Le polycinétide oral 3 se situe à angle droit par rapport à l'axe longitudinal de la région buccale. Leur macronoyau est globulaire à ellipsoïde, rarement nodulaire. Micronoyau, vacuole contractile et cytoprocte sont présents. Ils sont bactérivores.

## Habitat et répartition
Les Ctedoctematidae sont des ciliés marins.
Bien que rares, ils ont été décrits dans un peu toutes les mers du globe.

## Liste des genres
Selon GBIF (22 mars 2024) :
- Compsosomella Small & Lynn, 1985
- Hippocomos Czapik & Jordan, 1977
- Paractedoctema Song & Wilbert, 2000

Selon Lynn (2010) :
- Compsosomella Small & Lynn, 1985
- Ctedoctema Stokes, 1884 genre type
  - Espèce type : Ctedoctema acanthocrypta Stokes, 1884
- Hippocomos Czapik & Jordan, 1977
- Paractedectema Small & Lynn, 1985
- Paractedoctema Song & Wilbert, 2000

## Systématique
Le nom valide de ce taxon est Ctedoctematidae Small & Lynn, 1985.